# Alex Sharpe

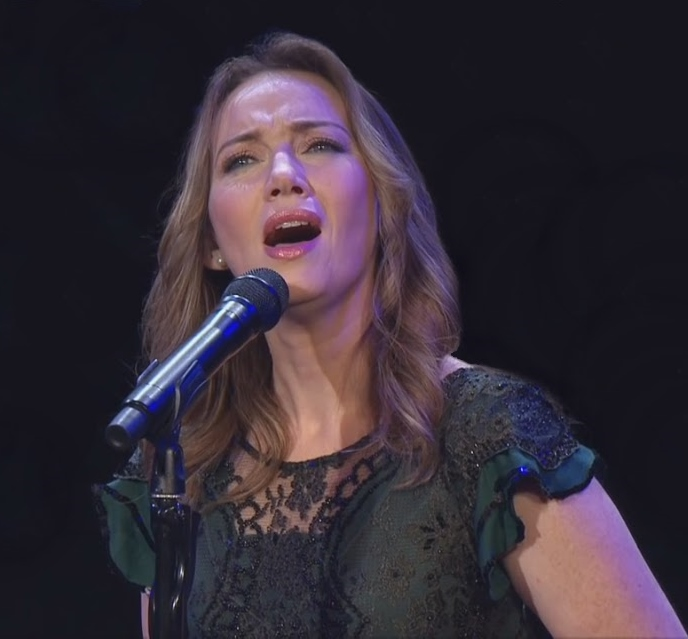
Alex Sharpe.

Alexandra "Alex" Sharpe, född 4 maj 1972, är en irländsk sångerska som är medlem i gruppen Celtic Woman. Hon sjunger traditionell irisk musik, oftast på iriska. Hon är sopran.
Sharpe började som musikalartist 1991 och har bland annat spelat roller i "The Wizard of Oz", "The Rocky Horror Show", "Les Misérables" på Olympia Theatre i Dublin. Hon spelade rollen som Bernadette i Andrew Lloyd Webbers "The Beautiful Game" på Cambridge Theatre i London. Vid "Andrew Lloyd Webber's 60th birthday celebration" på Royal Albert Hall i London 2008 var hon en av artisterna som sjöng låtar från hans karriär.
År 2008 blev Sharpe medlem i Celtic Woman. Hon har dock tagit flera pauser för sin musikalkarriär.